# Thomas Bucheli (Ringer)
Thomas Bucheli (* 1977 in Buttisholz) war bis 2011 Ringer beim Ringer Club Willisau. Er holte 23 Schweizermeister-Titel: Viermal bei den Junioren, achtmal im Freistil, dreimal im Greco sowie acht Mannschaftstitel. Bucheli durfte achtmal an Europameisterschaften und sechsmal an Weltmeisterschaften teilnehmen. Das beste Ergebnis an einer Weltmeisterschaft gelang ihm mit dem 8. Rang 2005 in Budapest.
Seit März 2011 ist Thomas Bucheli Cheftrainer der NLA-Mannschaft des Ringer Club Willisau.